# Sīāh Pīrān
Sīāh Pīrān (persiska: سیاه پیران, Sīāh Pīrān-e Kāshānī) är en ort i Iran.   Den ligger i provinsen Gilan, i den nordvästra delen av landet, 250 km nordväst om huvudstaden Teheran. Sīāh Pīrān ligger 1 meter över havet och antalet invånare är 400.
Terrängen runt Sīāh Pīrān är platt.Runt Sīāh Pīrān är det ganska tätbefolkat, med 120 invånare per kvadratkilometer. Närmaste större samhälle är Fūman, 4,8 km söder om Sīāh Pīrān. Trakten runt Sīāh Pīrān består till största delen av jordbruksmark.